# Ben Sira
Ben Sira, noto anche come Shimon Ben Yeshua Ben Eliezer ben Sira (ebraico: שמעון בן יהושע בן אליעזר בן סירא) o Yeshua Ben Sirach; fl. II secolo a.C.), è stato uno scriba ebreo ellenistico, saggio e allegorista, della Gerusalemme controllata dai seleucidi del periodo del Secondo Tempio.

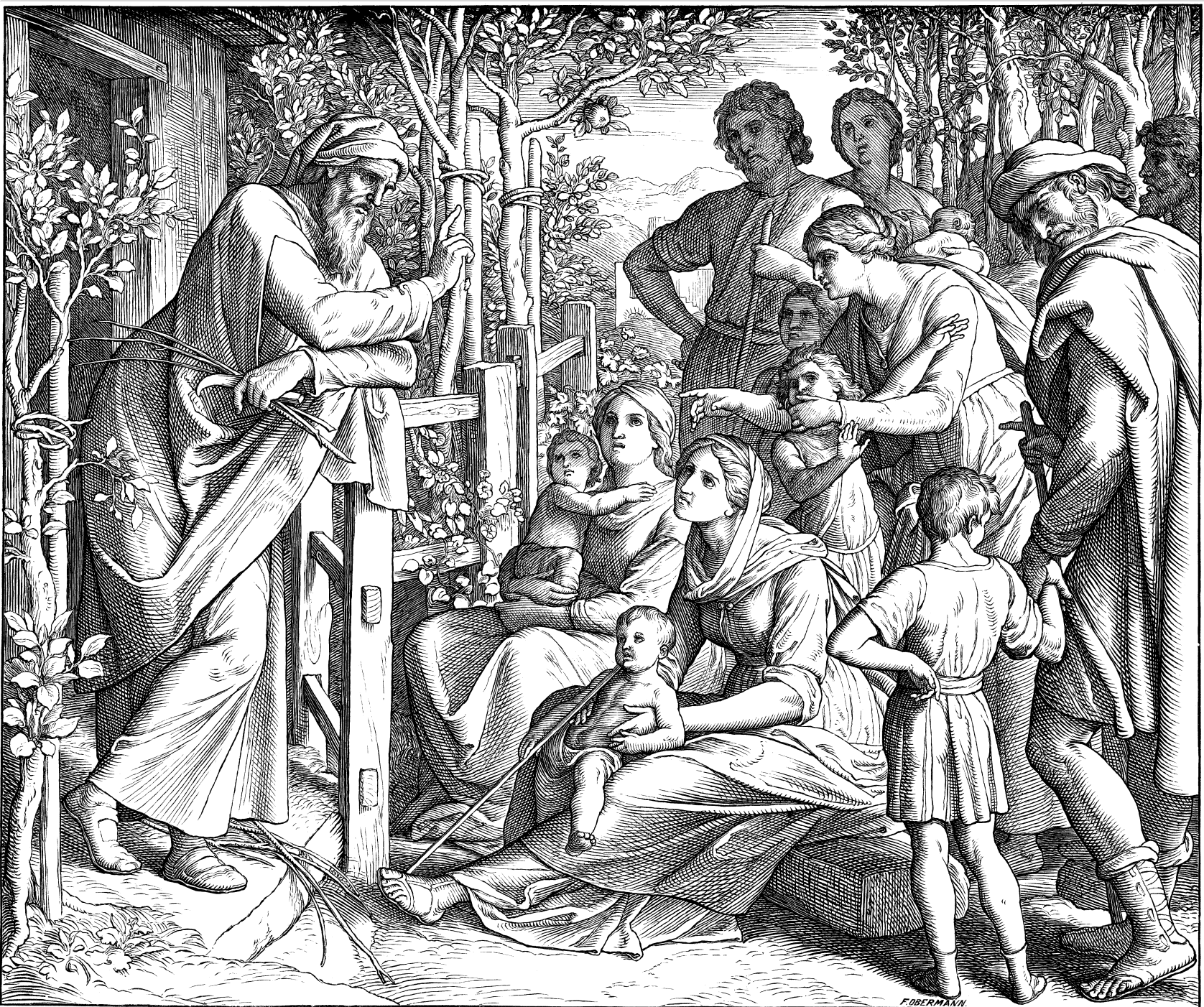
Julius Schnorr von Carolsfeld, Gesù Ben Sira, in Die Bibel in Bildern (La Bibbia in immagini), xilografia, 1860.

È l'autore del Siracide (noto anche come Libro dell'Ecclesiastico).
Ha scritto la sua opera in ebraico, forse ad Alessandria d'Egitto durante il periodo tolemaico 180–175 a.C., dove si pensa abbia fondato una scuola.
Anche se a volte si afferma che Ben Sira sia stato contemporaneo di Simeone il Giusto, è più probabile che sia stato coevo del sommo sacerdote Simone II (219–199 a.C.) e ciò è dovuto alla confusione con suo padre, Yeshua'.
Gli fu attribuito falsamente un testo medievale, l'Alfabeto del Siracide .
Nel testo greco della Koinè del Libro del Siracide, il padre dell'autore è chiamato "Gesù il figlio del Siracide di Gerusalemme".
"Ben Sira" è il nome di famiglia. "Gesù", il nome dell'autore, è la forma italianizzata del nome greco Ἰησοῦς, l'equivalente dell'aramaico, preso in prestito dal tardo ebraico biblico Yeshuaʽ, derivato, a sua volta, dal più antico ebraico masoretico Yehoshuaʽ.
Siracide è la forma greca del nome di famiglia Sira, con l'aggiunta della lettera Chi (simile a quella di Hakel-dama-ch in Atti 1:19).

## Biografia

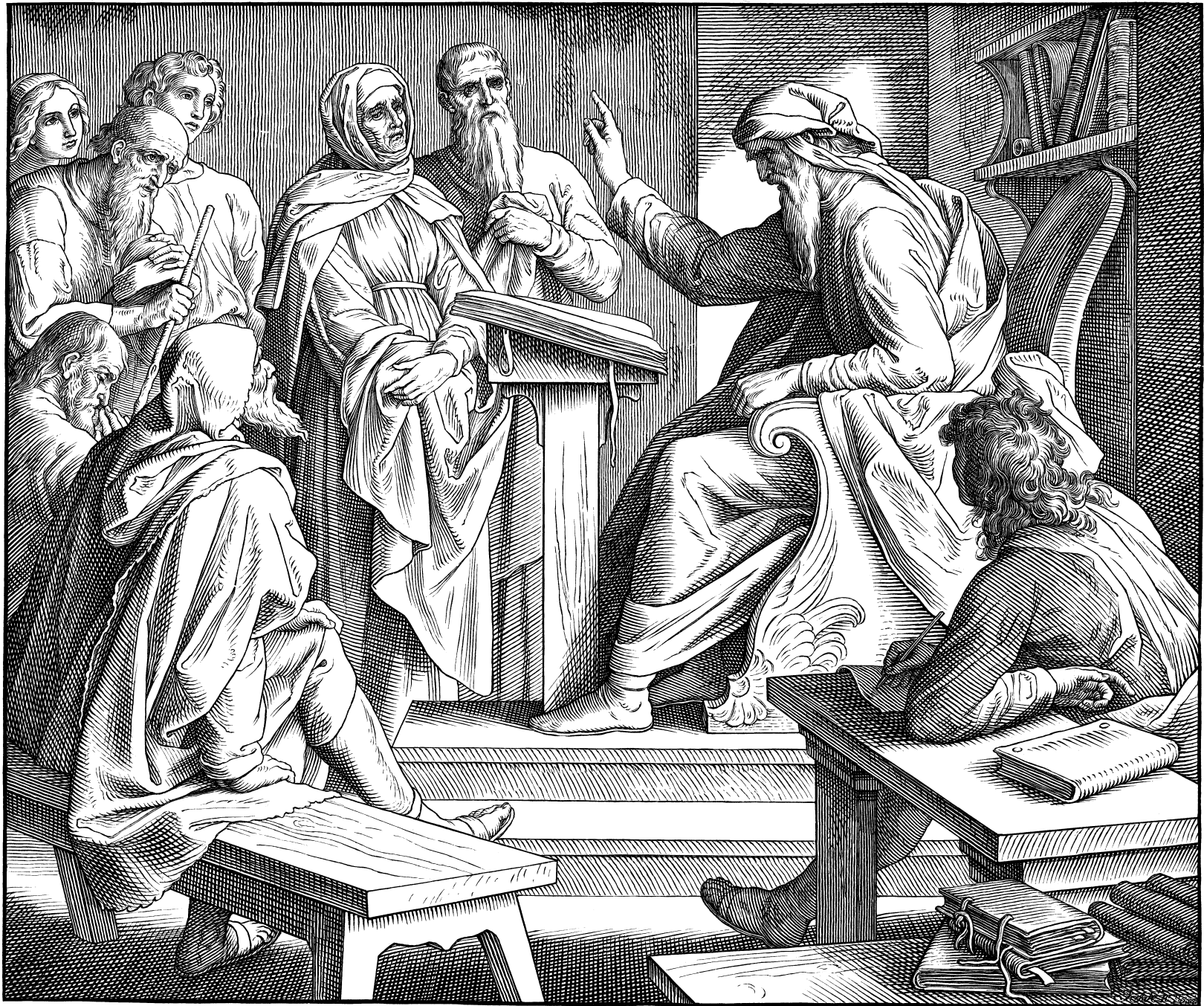
Julius Schnorr von Carolsfeld, Gesù Ben Sira, in Die Bibel in Bildern (La Bibbia in immagini), xilografia, 1860.

Secondo la versione greca della LXX, sebbene non concorde con quella siriaca, l'autore viaggiò molto (Sir 34,12) e fu spesso in pericolo di morte (Sir 34,13). Nell'inno del capitolo lI parla dei pericoli di ogni sorta da cui Dio lo aveva liberato, anche se questo è probabilmente solo un tema poetico a imitazione dei Salmi . Le calunnie a cui fu esposto in presenza di un certo re, supposto essere uno della dinastia tolemaica, sono menzionate solo nella versione greca, essendo ignorate sia nel testo siriaco che in quello ebraico. L'unico fatto noto con certezza, tratto dal testo stesso, è che Ben Sira era uno studioso e uno scriba molto versato nella Legge, e specialmente nei "Libri della Sapienza".

## Il nipote
Si sa molto poco di suo nipote, che afferma nel testo di essere il traduttore del Siracide in greco. Probabilmente ha fatto la traduzione molti anni dopo che l'originale è stato scritto.
Il Prologo nel testo greco, a lui attribuito, è generalmente considerato il primo testimone di un canone dei libri dei profeti.
Il nipote afferma di essere venuto in Egitto nel trentottesimo anno del regno degli Evergete. Tolomeo VIII salì al trono nel 170 a.C., insieme a suo fratello Tolomeo VI, ma presto divenne l'unico sovrano di Cirene e, dal 146 al 117 a.C., dominò tutto l'Egitto. Ha datato il suo regno dall'anno in cui ha ricevuto la corona (cioè dal 170 a.C.). Il traduttore deve quindi essere andato in Egitto nel 132 a.C.